# Židovská radnice
Židovská radnice je radnice, ze které vykonávaly svoji správu židovské komunity (židovské obce), pokud jim byla ponechána samospráva nějaké čtvrti nebo města.

## Příklady židovských radnic
- Maiselova radnice v Praze
- Židovská radnice v Kroměříži
- Židovská radnice v Třebíči
- Židovská radnice v Brtnici
- Židovská radnice v Lipníku nad Bečvou